# 緑簾石グループ
緑簾石グループ (Epidote Group) とは、ソロケイ酸塩鉱物で単斜晶系の結晶系を持つ鉱物グループの1つである。最新の定義は2006年にThomas Armbrusterを座長とする国際鉱物学連合・新鉱物命名分類委員会のチームにより造られたものである（日本からは赤坂正秀が参加している）。ただし、この時改称された三種については、ハンコック石の改名を巡り問題が発生し、従来の命名を尊重するガイドラインが設けられたことにより2015年から2016年にかけて元に戻された。また、灰簾石（Zoisite, [Ca2][Al3](Si2O7)(SiO4)O(OH)）は直方晶系であるため緑簾石グループには含まれないことが確認された（多形の単斜灰簾石はグループに含まれる）。
基本的な組成は [A2][M3](Si2O7)(SiO4)O(OH) である。AにはCa、Sr、Mn2+、Y、La、Ce、Nd、Pbが入る。MにはAl、Fe2+、Fe3+、Mn2+、Mn3+、Mg、V3+が入る。Aには2つ、Mには3つの原子が入るが、複数が全て同じ原子の場合もあれば、全て違う原子の場合もある。
なお、組成中の O(OH) は鉱物によっては違う場合がある。アスカゲン石 (Askagenite-(Nd)) は O2 、ドレイス石 (Dollaseite-(Ce)) とフリストフ石 (Khristovite-(Ce)) は (OH)F となっている。

## 鉱物と下位分類
2022年現在では、33種類の鉱物種が緑簾石グループに属している。また、まだ承認されていない名前のない鉱物が16種類属している。
天然で存在する原子の組み合わせだけでも、鉱物種は理論上21952種類存在する。元素の組成が少し変わるだけで種類が変わることが多く、特に褐簾石グループの場合は一つの結晶に複数の鉱物が累帯構造することも多い。このため、上記の命名規約が確立される前の緑簾石グループの同定は困難であった。
緑簾石 (Epidote) が代表的な鉱物である。また、単斜灰簾石 (Clinozoisite) を代表して単斜灰簾石サブグループ (Clinozoisite subgroup) という下位の分類が存在する場合もある。

## 主な一覧
| 英名                  | 和名                         | 組成                                   | 備考・注釈 |
| --------------------- | ---------------------------- | -------------------------------------- | --- |
| Allanite-(Ce)         | 褐簾石                       | [CaCe][Al2Fe2+](Si2O7)(SiO4)O(OH)      | |
| Allanite-(La)         | ランタン褐簾石               | [CaLa][Al2Fe2+](Si2O7)(SiO4)O(OH)      | |
| Allanite-(Nd)         | ネオジム褐簾石               | [CaNd][Al2Fe2+](Si2O7)(SiO4)O(OH)      | |
| Allanite-(Y)          | イットリウム褐簾石           | [CaY][Al2Fe2+](Si2O7)(SiO4)O(OH)       | |
| Manganiandrosite-(La) | ランタンマンガニアンドロス石 | [Mn2+La][Mn3+AlMn2+](Si2O7)(SiO4)O(OH) | 2006年までの旧称は「ランタンアンドロス石 androsite-(La)」。 |
| Askagenite-(Nd)       | アスカゲン石                 | [Mn2+Nd][Al2Fe2+](Si2O7)(SiO4)O2       | |
| Clinozoisite          | 単斜灰簾石                   | [Ca2][Al3](Si2O7)(SiO4)O(OH)           | 灰簾石の多形。 |
| Dissakisite-(Ce)      | ディサキス石                 | [CaCe][Al2Mg](Si2O7)(SiO4)O(OH)        | |
| Dissakisite-(La)      | ランタンディサキス石         | [CaLa][Al2Mg](Si2O7)(SiO4)O(OH)        | |
| Dollaseite-(Ce)       | ドレイス石                   | [CaCe][MgAlMg](Si2O7)(SiO4)(OH)F       | |
| Epidote               | 緑簾石                       | [Ca2][Al2Fe3+](Si2O7)(SiO4)O(OH)       | 1801年に発見された、緑簾石グループの中で最も古い鉱物。 |
| Hancockite            | ハンコック石                 | [CaPb][Al2Fe3+](Si2O7)(SiO4)O(OH)      | 1899年に命名されたアメリカ合衆国原産の鉱物で、風景画家・鉱物コレクターのElwood P. Hancockにちなむ。2006年に鉛緑簾石 (Epidote-(Pb)) と改称したが、鉱物ファンからの批判が多く2015年に戻された。 |
| Epidote-(Sr)          | ストロンチウム緑簾石         | [CaSr][Al2Fe3+](Si2O7)(SiO4)O(OH)      | 日本産新鉱物。赤褐色のため、紅簾石と間違われやすい。 |
| Ferriakasakaite-(La)  | ランタンフェリ赤坂石         | [CaLa][Fe3+AlMn2+](Si2O7)(SiO4)O(OH)   | 日本産新鉱物。赤坂正秀にちなむ。 |
| Ferriallanite-(Ce)    | フェリ褐簾石                 | [CaCe][Fe3+AlFe2+](Si2O7)(SiO4)O(OH)   | |
| Ferriallanite-(La)    | ランタンフェリ褐簾石         | [CaLa][Fe3+AlFe2+](Si2O7)(SiO4)O(OH)   | |
| Khristovite-(Ce)      | フリストフ石                 | [CaCe][MgAlMn2+](Si2O7)(SiO4)(OH)F     | |
| Manganiandrosite-(Ce) | セリウムマンガンアンドロス石 | [Mn2+Ce][Mn3+AlMn2+](Si2O7)(SiO4)O(OH) | |
| Manganiandrosite-(La) | マンガンアンドロス石         | [Mn2+La][Mn3+AlMn2+](Si2O7)(SiO4)O(OH) | |
| Tweddillite           | トウェディル石               | [CaSr][Mn3+AlMn3+](Si2O7)(SiO4)O(OH)   | 南アフリカで発見され、Thomas Armbrusterにより2002年に命名。2006年にArmbrusterらによりストロンチウムマンガニ紅簾石（Manganipiemontite-(Sr)）と変更されたが、2016年に戻された。                 |
| Mukhinite             | ムキーナ石                   | [Ca2][Al2V3+](Si2O7)(SiO4)O(OH)        | |
| Niigataite            | 新潟石                       | [CaSr][Al3](Si2O7)(SiO4)O(OH)          | 日本産新鉱物。2006年にストロンチウム単斜灰簾石（Clinozoisite-(Sr)）と変更されたが、2016年に復活した。                                                                                         |
| Piemontite            | 紅簾石                       | [Ca2][Al2Mn3+](Si2O7)(SiO4)O(OH)       | |
| Piemontite-(Pb)       | 鉛紅簾石                     | [CaPb][Al2Mn3+](Si2O7)(SiO4)O(OH)      | |
| Piemontite-(Sr)       | ストロンチウム紅簾石         | [CaSr][Al2Mn3+](Si2O7)(SiO4)O(OH)      | 2006年までは Strontiopiemontite と呼ばれていた。 |
| Uedaite-(Ce)          | 上田石                       | [Mn2+Ce][Al2Fe2+](Si2O7)(SiO4)O(OH)    | 日本産新鉱物。 |
| Vanadoakasakaite-(Ce) | セリウムバナジウム赤坂石     | [CaCe][V3+AlMn2+](Si2O7)(SiO4)O(OH)    | 日本産新鉱物。 |
| Vanadoallanite-(La)   | ランタンバナジウム褐簾石     | [CaLa][V3+AlFe2+](Si2O7)(SiO4)O(OH)    | 日本産新鉱物。 |
| Vanadoandrosite-(Ce)  | バナジウムアンドロス石       | [Mn2+Ce][V3+AlFe2+](Si2O7)(SiO4)O(OH)  | |
| Ferriandorosite-(La)  | ランタンフェリアンドロス石   | [Mn2+La][Fe3+AlMn2+](Si2O7)(SiO4)O(OH) | 日本産新鉱物。 |

| 組成                                                                     | 備考・注釈                               |
| ------------------------------------------------------------------------ | ---------------------------------------- |
| [(Ca,La,REE,Mn2+)2][(Mn3+,Fe3+,Al)Al(Mn2+,Mg)](Si2O7)((Si,Al,As)O4)O(OH) | マンガンアンドロス石のカルシウム置換体。 |
| [CaCe][(Fe3+,Al)Al(Mg,Fe2+)](Si2O7)(SiO4)O(OH)                           | フェリ褐簾石のマグネシウム置換体。       |
| [CaCe][Fe3+AlMn2+](Si2O7)(SiO4)O(OH)                                     | フェリ褐簾石のマンガン置換体。           |